# Martin Wiberg

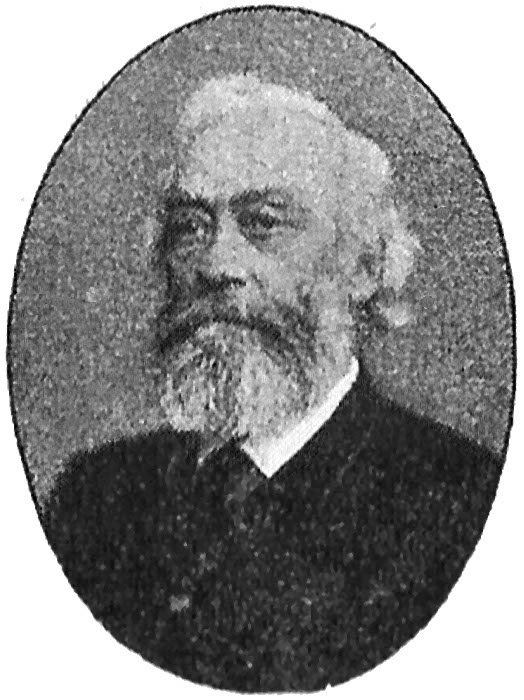
Martin Wiberg

Martin Wiberg (* 4. September 1826 in Viby; † 29. Dezember 1905 in Stockholm) war ein schwedischer Erfinder und  Konstrukteur von Rechenmaschinen.

## Leben
Wiberg studierte ab 1845 an der Universität Lund, wo er zunächst Medizin studierte, sich aus finanziellen Gründen aber den Wissenschaften zuwandte und 1850 seinen Magister (filosofie magister) erhielt.
Inspiriert durch die Differenzmaschinen von Georg Scheutz und Edvard Scheutz baute er 1875 eine eigene, kompaktere Maschine, die Logarithmentafeln berechnete und druckte. Die Tabellen erschienen in Schwedisch, Englisch, Französisch und Deutsch. Er präsentierte sie der französischen Akademie der Wissenschaften. Sie ist heute im Technischen Museum Stockholm zu sehen. Für den Bau hatte er die Unterstützung einiger einflussreicher Persönlichkeiten, unter anderem den späteren König Oscar II. Er erhielt dafür einen Geldpreis der schwedischen Regierung und einige Preise.
Kommerziell hatte er allerdings keinen Erfolg mit seiner Rechenmaschine oder den von ihr gedruckten Logarithmentafeln – letztere unter anderem wegen des schlechten Druckbildes.
Von ihm stammen mehrere andere Erfindungen, die aber ebenfalls kommerziell keinen großen Erfolg hatten. Er war auch kein guter Geschäftsmann. Zum Beispiel erfand er Heizeinrichtungen und Geschwindigkeitssteuerungen für Züge, Torpedos, Geräte, mit denen Pflanzen und Tiere vom Meeresboden gesammelt werden konnten, ein Gerät zur Herstellung von Streichholzschachteln, einen Kaffee-Extrahierungsapparat und einen Separator für Flüssigkeiten verschiedener Dichte und eine Gewehrautomatik. 1896 erhielt er einen Patent auf einen "Spektralapparat", bei dem mit einer Tastatur verschieden farbige Lichtstrahlen bedient werden konnten.
Einige seiner Erfindungen wurden auf dem schwedischen Teil der Weltausstellung 1876 präsentiert.